# Жанна д’Альси
Шарлотта Фаэ (фр. Charlotte Faës; 20 марта 1865 — 14 октября 1956), более известная под псевдонимом Жанна д’Альси (фр. Jehanne d'Alcy) — французская актриса, жена Жоржа Мельеса.

## Биография
Шарлотта Люси Мари Адель Адриенна Фаэ родилась в Вожуре, Сен-Сен-Дени, Франция, 20 марта 1865 года. В 1888 году переезжает в Париж, где начинает карьеру комедийной актрисы в театре «Робер-Уден»; там же она познакомилась и с директором театра, Жоржем Мельесом. Вскоре она переходит работать в открытую Мельесом киностудию и становится киноактрисой.
В двухминутном короткометражном фильме Мельеса «Клеопатра» 1899 года д’Альси исполнила роль призрака Клеопатры, появившегося после осквернения её могилы. Таким образом д’Альси стала первой актрисой, исполнивший роль Клеопатры. Данный фильм считается утерянным.
В 1925 году Жанна д’Альси вышла замуж за Жоржа Мельеса. Вместе они стали управлять магазином игрушек и сладостей на вокзале Монпарнас. Для Жанны это был второй брак, первым мужем актрисы был мужчина по фамилии Манье, который оставил её вдовой.
В 1932 году вместе с мужем переехала в Шато д’Орли, дом престарелых кинематографистов. Жорж Мельес умер шесть лет спустя, в 1938 году.
Шарлотта Фаэ умерла в возрасте 91 года 14 октября 1956 года, Версаль, Франция, и была похоронена вместе с мужем на кладбище Пер-Лашез.

## Фильмография
- 1896 — Исчезновение дамы в театре Робер Уден / Escamotage d’une dame au théâtre Robert Houdin
- 1896 — Замок дьявола / Le manoir du diable
- 1897 — Фауст и Маргарита / Faust et Marguerite
- 1897 — После Бала / Après le bal — Дама
- 1898 — Пигмалион и Галатея / Pygmalion et Galathée
- 1899 — Золушка / Cendrillon — Фея-крестная
- 1899 — Клеопатра / Cléopâtre — Клеопатра
- 1899 — Жанна д’Арк / Jeanne d’Arc — Жанна д’Арк
- 1902 — Путешествие на Луну /Le Voyage dans la Lune
- 1952 — «Великий Мельес» / «Le grand Melies» — камео

## Интересные факты
- Жанна д’Альси стала прототипом Мамы Жанны в фильме Мартина Скорсезе «Хранитель времени».